# Coesula erugens
Coesula erugens là một loài tò vò trong họ Ichneumonidae.